# Sint-Lambertuskerk (Berlaar)

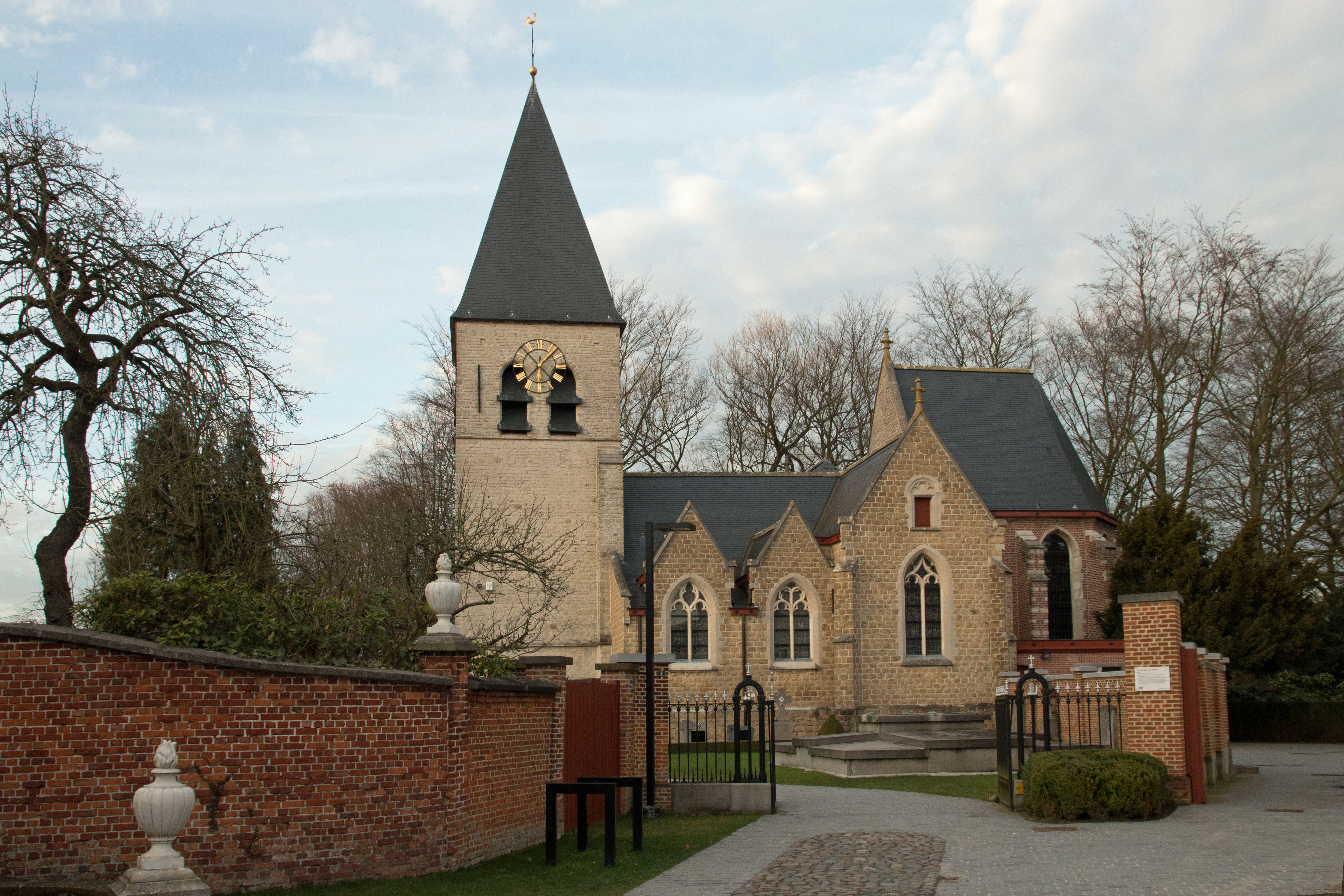
Sint-Lambertuskerk

De Sint-Lambertuskerk is de parochiekerk van het tot de Antwerpse gemeente Berlaar behorende dorp Gestel, gelegen aan de Lambertusplaats 2.

## Geschiedenis
De toren en het middenschip werden in de 15e eeuw gebouwd, in de 16e eeuw kwam het koor tot stand. In 1778 werd de noordelijke en in 1785 de zuidelijke transeptarm gebouwd.
Van 1797-1800 (beloken tijd) was de kerk gesloten. Van 1910-1915 werden neogotische zijbeuken toegevoegd naar ontwerp van Edward Careels.
In 1940 werd de kerk zwaar beschadigd. De toren werd grotendeels verwoest maar snel daarna hersteld.

## Gebouw
Het betreft een georiënteerde gotische kruiskerk met voorgebouwde westtoren. Het koor is hoger dan het schip. De kerk is grotendeels gebouwd in zandsteen maar het koor en de noordelijke transeptarm werden in baksteen uitgevoerd.
De westtoren heeft drie geledingen en wordt gedekt door een tentdak. De neogotische zijbeuken zijn gebouwd als zijbeuken met puntgevels.

## Interieur
Het middenschip wordt overkluisd door een tongewelf met 18e-eeuws stucwerk.
De kerk bezit het schilderij Sint-Bruno in gebed, door Gillis Backereel (1650). Van dezelfde schilder een Maria Tenhemelopneming. Verder Aanbidding der wijzen (17e eeuw), Heilige Familie met kleine Johannes (18e eeuw) en op het hoofdaltaar de Marteldood van Sint-Lambertus (1780).
Aan beelden: een gepolychromeerd houten beeld van Maria met Kind, door Nicolaas van der Veken (omstreeks 1680). Verder 17e-eeuwse heiligenbeelden in terracotta, kruisbeelden uit de 17e en 18e eeuw en houten heiligenbeelden uit de 19e en 20e eeuw.
Het hoofdaltaar van gemarmerd hout is van omstreeks 1780. De noordelijke en zuidelijke zijaltaren zijn gewijd aan respectievelijk Onze-Lieve-Vrouw en Sint-Bruno. Deze marmeren portiekaltaren zijn uit het midden van de 17e eeuw. Het koorgestoelte is van 1690. Een biechtstoel van 1688 is voorzien van twee hermen. Het doksaal is uit de 2e helft van de 18e eeuw.
De kerk heeft 17e- en 18e-eeuwse grafstenen.

## Kerkhof
De kerk ligt nabij de Grote Nete en wordt omringd door een kerkhof. Hier bevindt zich ook de neogotische grafkapel van de familie de Bieberstein Le Grelle.